# The Fat Blue Line
«The Fat Blue Line» (укр. «Жирна синя лінія») — третя серія тридцять першого сезону мультсеріалу «Сімпсони», прем'єра якої відбулась 13 жовтня 2019 року у США на телеканалі «Fox».

## Сюжет
Сімпсони їдуть на вуличний фестиваль «Сан-Кастелланета», присвячений італійській культурі. Жирний Тоні зустрічається зі своїм дядьком. Мер Квімбі представляє Джейсона Момоа, який розповідає історію Ігнатія Кастелланети — християнського священномученика, на честь якого проводять фестиваль.
При зборі грошей для «грошового Ісуса» люди виявляють, що їх пограбували і викрали гаманці. До поліцейського відділку вривається Ленора Картер, яка бере справу до своїх рук, відсторонюючи від роботи шефа Віґґама. В якості приманки для грабіжника беруть Гомера за його велику дупу, що є найбільшою в місті. Вони встановлюють у гаманець пристрій для відстеження в кишені. Після того, як Гомера кишеньково грабують у метро, поліція слідкує за пристроєм до сховища, повного гаманців. Коли ж відчиняються двері, то зустрічають Жирного Тоні та його дядька. Першого звинувачують, а Віґґам, який за цим спостерігав, впадає у депресію.
Віґґам дивиться старе інтерв'ю з Тоні, де той говорить, що через сімейну трагедію він ніколи не вчинить кишенькове пограбування. Відчуваючи, що це була підстава, Кленсі потрапляє до в'язниці і каже Тоні, що витягне його, якщо він переконає його в невинності. Тоні показує йому, що він робить щодня, у час, коли скоїли злочин — він співаючи у своїй кімнаті наодинці. Тоні погоджується надягати прослушку і їде до Луїджі, щоб дізнатися, хто його підставив. Френкі Стукач бовкає Тоні, що саме Джонні Мовчун зрадив його і став новим босом Спрінґфілдської мафії. У цей час Гомер помилково потрапляє в кімнату. Коли на місце події втручається поліція, Мовчун влучає кулею у… Гомерову дупу. Віґґам висмоктує кулю. У поліцейському відділку Віґґам відновлює свою впевненість.
У фінальній сцені Жирний Тоні, Гомер і Віґґам виголошують тости за успішну операцію і обговорюють, що вони — не такі вже і різні.

## Виробництво
Тарифний лічильник адвоката Жирного Тоні зазнав зміни між промо-зображенням та серією. На промо-зображенні лічильник показував як час, так і вартість. Однак в епізоді — лише вартість.

## Цікаві факти і культурні відсилання
- Боб Оденкерк, який зіграв адвоката Жирного Тоні, є старшим братом сценариста серії Білла Оденкерка[1].
- Назва фестивалю «Сан-Кастелланета» (англ. «San Castellaneta») є відсиланням до актора озвучення Гомера Дена Кастелланети (англ. Dan Castellaneta).

## Ставлення критиків і глядачів
Під час прем'єри серію переглянули 5,63 млн осіб з рейтингом 2.1, що зробило її найпопулярнішим шоу на каналі «Fox» тієї ночі.
Денніс Перкінс з «The A.V. Club» дав серії оцінку B-, сказавши: «На жаль, „The Fat Blue Line“, не є одним з тих рідкісних самоцвітів, але він, безсумнівно, володіє деякою теплотою та прихильністю до персонажів та предмету… Якщо ця конкретна історія про Жирного Тоні, зображеному як „Спрінґфілдський кишеньковий злодій № 1“ (незважаючи на те, що він однозначно винен у тому, що є номером один у всіх інших видах шахрайства у Спрінґфілді), ніколи не піднімається над якоюсь своєю затишною фамільярністю, вона принаймні заробляє собі місце як серія „Сімпсонів“, яка, здається, нагадує, що про Сімпсонів варто пам'ятати».
Тоні Сокол з «Den of Geek» дав серії чотири з п'яти зірок, сказавши, що серія — «майже ідеальна» за винятком швидкоплинності жартів.
Згідно з голосуванням на сайті The NoHomers Club більшість фанатів оцінили серію на 3/5 і 4/5 із середньою оцінкою 3,09/5.